# Омельченко, Фёдор Захарович
Фёдор Захарович Омельченко (9 [21] ноября 1865, Кролевец, Российская империя — 4 февраля 1924, Киев, СССР) — русский и советский антрополог, микробиолог и патоморфолог, академик ВУАН (1921—1924).

## Биография
Родился 9 (21) февраля 1865 года в Кролевце Черниговская губерния,  (ныне — Сумская область, Украина). В 1885 году окончил Черниговскую гимназию и поступил на медицинский факультет Киевского университета. В процессе учёбы в Киевском университете выполнил свою первую научную работу по бактериологии, за выполнение которой получил премию имени Н. И. Пирогова. 
В 1890 году окончил университет и до 1893 года оставался в нём. В 1896—1898 годах совершенствовал образование в петербургской Военно-медицинской академии. После защиты докторской диссертации был приглашён в Варшаву в военный госпиталь, где назначен прозектором и возглавил бактериологическую лабораторию. В 1903 году вернулся в Петербург, где стал работать в Санкт-Петербургском военном госпитале, где совмещал работу прозектора с педагогической — преподавал курсы, заведовал химико-бактериологической лабораторией Елизаветинской общины сестёр милосердия.
В 1918 году вернулся в Киев, где работал в Киевском военном госпитале. Был членом Всеукраинской академии наук
Умер 4 февраля 1924 года в Киеве.

## Научные работы
Основные научные работы посвящены медицинской микробиологии, патологической анатомии и антропологии.
- 1890-91 — Исследовал влияние растительных эфирных масел на возбудителей брюшного тифа, туберкулёза и сибирской язвы.
- 1891 — Изучал изменчивость микроорганизмов, морфологию спирохет.
- Исследовал антропологический тип славян.
- Предложил новую систему антропологических измерений.
- Принимал участие в создании Русско-Украинского медицинского словаря (1920—1924).
- Провёл исследования по гистогенезу аденохондром молочных желёз.
- Разработал способ лечения спириллёза сельскохозяйственных животных.